# ŽBK CSKA Samara
Zjenskij basketbolnyj kloeb Tsentralny Sportivny Kloeb Armii Moskva (Russisch: Женский баскетбольный клуб Центральный Спортивный Клуб Армии Самара) was een damesbasketbalclub uit Samara, Rusland. De vroegere naam was Basketbolnyj Kloeb VolgaBoerMasj Samarskij Gosoedarstvennyj Aerokosmitsjeskij Universitet Samara (of VBM-SGAU Samara), die uitkwam in de Russische superliga.

## Geschiedenis
In de jaren 70 werd de club opgericht onder de naam Koejbysjev Luchtvaart Instituut (later: Samara Staats Ruimtevaart Universiteit (SGAU)). In de jaren 80 speelde de club voor het eerst in de hoogste divisie van de Sovjet-Unie. Na de val van de Sovjet-Unie, kreeg de club in 2002 een nieuwe hoofdsponsor. De hoofdsponsor was VolgaBoerMasj (VBM). 
Het debuut van VBM-SGAU Samara in de Superliga is in 2001. In 2001, toen Volgaboermasj OJSC de algemene sponsor van de club werd, nam de financiering van de club sterk toe, de materiële basis en de wervingsmogelijkheden verbeterden. VBM-SGAU wordt vrij snel de sterkste club in Rusland. In 2002 en 2003 won het team de zilveren medaille op het Russische kampioenschap en werd ze derde in de EuroCup Women in 2003. In het off-season van 2003 werd de hoofdcoach veranderd. In plaats van Aleksandr Vlasov werd Igor Groedin, die eerder bij het Franse Waïti Bordeaux Basket had gewerkt, uitgenodigd om zich bij het team aan te sluiten. Onder zijn leiding wint de club het FIBA Women's World League in 2003, en in het voorjaar van 2004 werden ze kampioen van Rusland. In 2005 en 2006 bereikt het team de finale van het meest prestigieuze clubtoernooi de EuroLeague Women. In 2005 won VBM-SGAU Samara de finale van de EuroLeague Women. Ze speelde daarin tegen Gambrinus Brno uit Tsjechië. Samara won met 69-66. In de EuroLeague Women finale van 2006 stonden Samara en Gambrinus weer tegen over elkaar. Dit keer won Gambrinus met 68-54.
Ook is er succes ook bij het Russisch basketbalteam, dat ook gecoacht werd door Igor Groedin. Samara-basketballers Maria Stepanova, Oksana Rachmatoelina, Ilona Korstin, Tatjana Sjtsjegoleva, Olga Najmoesjina worden winnaars van het Europees kampioenschap 2003 en zilveren medaillewinnaars van het Europees kampioenschap 2005. Voor het eerst na de ineenstorting van de USSR won het damesbasketbalteam de bronzen medaille op de Olympische Spelen in 2004.
In het team werd ook gespeeld door beroemde legionairs: de Franse point-guard Edwige Lawson-Wade, centers Ann Wauters (België) en Emma Randall (Australië), forwards Amaya Valdemoro (Spanje) en Mwadi Mabika (Congo-Kinshasa).
In de zomer van 2006 tekende VBM-SGAU Samara en CSKA Moskou een contract en werd CSKA Samara. De hele selectie van Samara werd door Omnisportvereniging CSKA Moskou overgenomen maar speelde nog wel een jaar in Samara. In augustus - september verhuisde de club definitief naar Moskou en ging verder onder de naam CSKA Moskou.

## Mascotte van de club
De mascotte van de Samara-club was de mol Boeravtsjik, omdat de hoofdsponsor, Volgaboermasj, het grootste boorgereedschapsbedrijf voor olieproductie in Rusland is.

## Erelijst
- Landskampioen Rusland: 3
  - Winnaar: 2004, 2005, 2006
  - Tweede: 2002, 2003, 2007
- Bekerwinnaar Rusland: 3
  - Winnaar: 2004, 2006, 2007
  - Runner-up: 2005
- EuroLeague Women: 1 
  - Winnaar: 2005
  - Runner-up: 2006
- EuroCup Women:
  - Derde: 2003
- FIBA Women's World League: 4
  - Winnaar: 2003, 2004, 2005, 2007
- Triple Crown: 1
  - Winnaar: 2005

## Bekende (oud)-spelers
| - Svetlana Abrosimova - Olga Artesjina - Lilija Fattachova - Olga Firsova - Joelia Koroleva - Ilona Korstin - Maria Nikitina - Irina Osipova - - Oksana Rachmatoelina - Tatjana Rebtsovskaja - Jekaterina Roezanova - Tatjana Sjtsjegoleva | - Maria Stepanova - Emma Randall - Ann Wauters - Tammy Sutton-Brown - Mwadi Mabika - Edwige Lawson-Wade - Nathalie Lesdema - Renata Saldina - Amaya Valdemoro - Kamila Vodičková - Swin Cash - Sheryl Swoopes | - DeMya Walker - Volha Padabed |

## Bekende (oud)-coaches
- Aleksandr Vlasov (2001-2003)
- Vladimir Golovin (2003)
- Igor Groedin (2003-2007)